# Gioacchina de Vedruna
Gioacchina de Vedruna (Vic, 16 aprile 1783 – Barcellona, 22 maggio 1854) è stata una religiosa spagnola, fondatrice delle Suore Carmelitane della Carità; beatificata nel 1940, è stata proclamata santa da papa Giovanni XXIII nel 1959.

## Biografia
Gioacchina nacque in una famiglia della borghesia catalana di Barcellona. Si sposò con l'avvocato e proprietario terriero Tedodoro de Mas, con il quale ebbe otto figli. Il marito morì nel 1816 e da vedova si trasferì con i figli nelle loro terre di Vic, dove pensò per la prima volta di entrare nel convento dei Carmelitani di Catalogna.

### Le Suore Carmelitane della Carità
Trascorse la sua vita organizzando attività didattiche e curando i malati. Per svolgere questa missione, il suo assistente spirituale, il frate cappuccino Esteban de Olot la convinse nel 1826 a fondare la congregazione delle Carmelitane della Carità. Il vescovo di Vic, Pablo Jesús Corcuera, le chiese di ispirarsi alla regola carmelitana. Lo stesso vescovo scrisse la regola dell'ordine il 6 febbraio 1826 e il 26 febbraio dello stesso anno lei e altre otto donne presero i voti.
Dopo l'esilio in Francia (dal 1839 al 1843) a causa delle loro idee "assolutiste" ritornò e fondò venti comunità nonostante le difficoltà causate dalla grande instabilità politica.
La congregazione si diffuse poi in tutta la Spagna, in Italia, in America Latina e in Asia.

### Morte e canonizzazione
La malattia la costrinse ad abbandonare la sua posizione di superiora dell'ordine e, durante gli ultimi quattro anni della sua vita, rimase gradualmente paralizzata. Morì nel contagio di colera a Barcellona il 22 maggio 1854, all'età di 71 anni.
Gioacchina de Vedruna era nota per il grande senso di preghiera, di profonda fiducia in Dio e amore disinteressato. È stata beatificata da papa Pio XII nel 1940 e poi canonizzata nel 1959 da papa Giovanni XXIII. Il suo corpo incorrotto riposa nel Manso Escorial (casa madre) di Vic.